# Kuratorskollegiet
Kuratorskollegiet (KK) i Lund är ett samarbetsorgan mellan tolv av Lunds studentnationer - Östgöta nation, Västgöta nation, Lunds nation, Malmö nation, Helsingkrona nation, Sydskånska nationen, Kristianstads nation, Blekingska nationen, Göteborgs nation, Hallands nation, Kalmar nation och Wermlands nation.
Möten hålls minst var tredje vecka. Till dessa möten kallas nationernas kuratorer, och ibland deltar också nationernas prokuratorer. Vid omröstningar har varje nation en röst, oavsett storlek. Vid mötena dryftas frågor som är gemensamma för nationerna. Kuratorskollegiets praktiska arbete leds av en ordförande och en vice ordförande som båda är heltidsarvoderade. Innan 2017 var ordförande halvtidsarvoderad och var då vanligen till andra delen verkställande sekreterare i Terminsräkningsföreningen.

## Historik
Redan 1927 grundades detta organ av bland andra Tage Erlander (kurator på Wermlands nation 1926–1929 och sedermera statsminister). Allt sedan dess har samarbetet fortskridit. Detta samarbete gäller i första hand frågor som rör nationerna gemensamt gentemot exempelvis universitet, AF, kårer, regering och kommun. Till sin hjälp för gemensamma nationsfrågor finns sju underkollegier som arbetar med mer specifika frågor och problem. Dessa är: Idrottskollegiet, NATU-kollegiet, Ekonomikollegiet, Inköpskollegiet, Notariekollegiet, Internationella kollegiet (vilande sedan 2023) samt Huskollegiet.
Aktiviteter som sker i KK:s regi är bland annat Tandemstafetten, en cykeltävling som genomförs i maj mellan Göteborg och Lund, samt Siste April-lekarna i stadsparken. I parken hålls traditionella tävlingar mellan nationerna. Grenarna är brännboll, stafett och, det mest prestigefulla, dragkampen. Dessa lekar har bedrivits ända sedan förra sekelskiftet.

## Stora Kuratorskollegiet
Vart tredje år arrangeras Stora Kuratorskollegiet. Till denna fest, som först hölls år 1928 efter ett initiativ av Erlander, bjuds samtliga som någon gång tjänstgjort som nationskurator eller ordförande i Lunds studentkår/Lunds Universitets Studentkårer. Festen hålls alltid i Akademiska Föreningens stora sal och gästerna sitter nationsvis. Av tradition har man alltid en bollek efter middagen. Parallellt med Stora Kuratorskollegiet arrangeras Stora PQ. Till denna fest bjuds alla som tjänstgjort i någon annan kuratelspost (exempelvis prokurator, prokurator ekonomi, notarie eller källarmästare) på nationerna under de senaste tio åren. 
Stora KK arrangerades senast lördagen den 4 februari 2023. Samtidigt arrangerades Stora PQ, tidigare år kallat Lilla PQ, på Grand Hotel i Lund.

### Hederskuratorer
I Lund väljer nationerna fortfarande bemärkta personer till hederskuratorer. För att väljas till hederskurator bör personen i fråga gjort något som gynnat alla nationer i Lund. Det förekommer emellertid att även andra väljs till hederskuratorer; exempelvis valdes Hasse Alfredson till hederskurator i samband med Stora Kuratorskollegiet 2002.

#### Invalda hederskuratorer (endast påbörjad)
- 2002 Christer Jönsson, Inspektor em. HB
- 2002 Hasse Alfredson
- 2023 Fredrik Önnerfors

## Smålands nations medlemskap i Kuratorskollegiet
Smålands nation lämnade i samband med sin politiska radikalisering på 1970-talet Kuratorskollegiet, eftersom den inte ansett sig kunna stå bakom de studentikosa traditioner som övriga nationer i Lund har. Flera gånger har detta lett till diskussioner mellan KK-nationerna å ena sidan och Smålands nation å andra sidan. År 1997 ansökte Smålands nation om medlemskap i Kuratorskollegiet, men nekades detta efter omröstning. I denna omröstning röstade åtta nationer för medlemskap och fyra nationer röstade mot, medan ordföranden, som enligt stadgan hade utslagsrösten vid en fråga av denna typ, lade ned sin röst. 
I december 2007 ledde ett beslut, av tillståndsenheten i Lunds kommun, till att Smålands medlemmar inte kom in på övriga nationer i Lund. Skälet till detta var att det utskänkningstillstånd som övriga nationer har endast berättigar nationerna att servera alkohol till medlemmar av en nation i Kuratorskollegiet. Under 2008 var Smålands nation provmedlem i Kuratorskollegiet, samma år ändrade Kuratorskollegiet sina stadgar så att ett huvudmannaskap i Akademiska föreningen blev ett krav för medlemskap i Kuratorskollegiet. I maj 2009 beslöt nationen sig för att inte ansöka om medlemskap i AF och blev därför utesluten från Kuratorskollegiet 1 juli 2009.
De som var kuratorer på Smålands innan den politiska radikaliseringen inleddes brukar mangrant markera mot den utveckling som Smålands nation tagit genom att fortfarande deltaga i Stora Kuratorskollegiet iförda Smålands nations nationsband och dess övriga nationsinsignier. Av tradition håller de alltid ett tal under middagen.

## Tidigare ordförande och vice ordförande
| Mandatperiod      | Ordförande                        | Vice ordförande                         |
| ----------------- | --------------------------------- | --------------------------------------- |
| Höstterminen 2025 | Gustaf Morenius, KM               | Oliver Ocaranza, LD                     |
| Vårterminen 2025  | Noa Liungman, SSK                 | Jacob Tjerneld, ML                      |
| Höstterminen 2024 | Tilde le Clercq, ÖG               | Dustin Lindner Daii, HL                 |
| Vårterminen 2024  | Isabella Bergman, SSK             | Ella Kurki, SSK                         |
| Höstterminen 2023 | Sara Forghani Eklund, ÖG          | Jennifer Rydh Johansson, HL             |
| Vårterminen 2023  | Erik Granfeldt, HB                | Klara Walse, VG                         |
| Höstterminen 2022 | Erik Granfeldt, HB                | Oliver Skoglund, HB                     |
| Vårterminen 2022  | Alexandra Gäddnäs, BL             | Oliver Skoglund, HB                     |
| Höstterminen 2021 | Alexandra Gäddnäs, BL             | Robert Nyberg, HB                       |
| Vårterminen 2021  | Maja Duveborn, SSK                | Robert Nyberg, HB                       |
| Höstterminen 2020 | Augusta Manninger, HB             | Mårten Augustsson, ÖG                   |
| Vårterminen 2020  | Malin Rickle, ÖG                  | Adam Hartzell, LD                       |
| Höstterminen 2019 | Julia Carldén, ÖG                 | Alice Idéhn, SSK                        |
| Vårterminen 2019  | Gustav Åkesson, HL                | Ingrid Hagnelius, ÖG                    |
| Höstterminen 2018 | Ylva Lidin, LD                    | Anna Strandberg, LD                     |
| Vårterminen 2018  | David Frödin, SSK                 | Daniel Moreland, SSK                    |
| Höstterminen 2017 | Boman Lyngfelt, HB                | Daniel Moreland, SSK                    |
| Vårterminen 2017  | Hannes Brattgård, KR              | Björn Lindquist, KM                     |
| Höstterminen 2016 | Ludvig Bodelsson, KM              | Samuel Kvist, WL                        |
| Vårterminen 2016  | Fredrik Grotte, ÖG                | Samuel Kvist, WL                        |
| Höstterminen 2015 | Märta Skoglund, KM                | Tove Eklund, HL                         |
| Vårterminen 2015  | Carl Mauritz Artéus, SSK          | Linda Nihlwing, KM                      |
| Höstterminen 2014 | Filip Alexis, KM                  | Julia Pavlova, SSK                      |
| Vårterminen 2014  | Oskar Palmerot, LD                | Fredrik Wærn, BL                        |
| Höstterminen 2013 | Cecilia Patriksson, BL            | Magnus Alkestrand, KR                   |
| Vårterminen 2013  | Magdalena Stadler, HL             | Tobias Ågren, KM                        |
| Höstterminen 2012 | Björn Johansson, VG               | Henrik Östman, LD                       |
| Vårterminen 2012  | Simon Berg, ÖG                    | Carl-Johan Lindörn, BL                  |
| Höstterminen 2011 | Sandra Johanne Selander, BL       | Adam Tillbrandt, HL                     |
| Vårterminen 2011  | Martin Thorán, SSK                | Cecilia Rodell, WL                      |
| Höstterminen 2010 | Jennie Isberg, VG                 | Johan Eriksson, HL                      |
| Vårterminen 2010  | David Magnusson, KM               | Sanna Håkansson, KM                     |
| Höstterminen 2009 | Jonny Ljung, HL                   | Max Wahlfors, SSK                       |
| Vårterminen 2009  | Markus Ebbingshaus, SSK           | Anders Brunnström, HB                   |
| Höstterminen 2008 | Andreas Landmark, BL              | Edit Palmér, HL                         |
| Vårterminen 2008  | Johan Sjögren, KM                 | Linus Aldefors, HB                      |
| Höstterminen 2007 | Erik Hellström, LD                | Johan Bengtsson, WL                     |
| Vårterminen 2007  | Andreas Stroucken, SSK            | Emilia Åkesson, KR                      |
| Höstterminen 2006 | Martin Stråhle, VG                | Lisette Bengtsson, HL                   |
| Vårterminen 2006  | Johan Rundberg, LD                | Jenny Westmar, ÖG                       |
| Höstterminen 2005 | Peter Holmberg, BL                | Johanna Hafström, LD                    |
| Vårterminen 2005  | Johanna Wennerberg Talevski, HL   | Katarina Borstedt (fd. Gabrielsson), BL |
| Höstterminen 2004 | Daniel Parknäs Örnfelt, LD        | Anna Vagelin, HL                        |
| Vårterminen 2004  | Ida Janghed (fd Aronson), VG      | Fredrik Johansson, VG                   |
| Höstterminen 2003 | Dag Oredsson, LD                  | Anna Bayer, SSK                         |
| Vårterminen 2003  | Niklas Unnhem (fd Göransson), SSK | Magnus Janghed Askler, LD               |
| Höstterminen 2002 | Beatrice Söderberg, KR            | Anna Hansen, KR                         |
| Vårterminen 2002  | Peter Johansson, KM               | Henrik Buchhave, HB                     |
| Höstterminen 2001 | Daniel Svensson, BL               | Rasmus Nanhed, ML                       |
| Vårterminen 2001  | Gustav Sandberg, ÖG               | Stefan Dahlin, LD                       |
| Höstterminen 2000 | Mikael Eriksson, VG               | Staffan Norsbo, LD                      |
| Vårterminen 2000  | Lisa Lundgren, KM                 | Thomas Karlsson, LD                     |
| Höstterminen 1999 | Erik Nordenskjöld, VG             | Paul Pierce, LD                         |
| Vårterminen 1999  | Mattias Arenius, ÖG               | Anna Dreijer (fd. Widestrand), VG       |
| Höstterminen 1998 | Gunnar Fagerström, WL             | Patrick Honeth, HB                      |
| Vårterminen 1998  | Mille Lind Pedersen, HL           | Per Blänning, VG                        |
| Höstterminen 1997 | Malcolm Leijonhielm, VG           | Anders Aronsson, LD                     |
| Vårterminen 1997  | Heidi Savelli Söderström, HL      | Sophia Rosvall (fd. Svensson), ÖG       |
| Höstterminen 1996 | Katarina Plantin, KR              | Lena Skinnar, SSK                       |
| Vårterminen 1996  | Olof Hjortsjö, HB                 | David Håkansson Hagman, HL              |
| Höstterminen 1995 | Staffan Måhlén, KR                | Björn Johnson, BL                       |
| Vårterminen 1995  | Andreas Norlin, KM                | Hilding Olofsson, HB                    |
| Höstterminen 1994 | Erik Helsing, LD                  | Mikael Dahlin, ÖG                       |
| Vårterminen 1994  | Christopher Eckerberg, GB         | Pernilla Råvik-Johnson, KR              |
| Höstterminen 1993 | Rickard Naring, VG                | Ethel Larsson, KM                       |
| Vårterminen 1993  | Johan Rosenqvist, KR              | Pernilla Guitink-Svensson, GB           |
| Höstterminen 1992 | Jon Westholm, HB                  | Per Cedell, BL                          |
| Vårterminen 1992  | Martin Hägerdal, KM               | Åsa Stenborg, VG                        |
| Höstterminen 1991 | Cecilia Bengtsson, ÖG             | Erik Lindroth, LD                       |
| Vårterminen 1991  | Lars Grafström, ML                | Tony Gustavsson, KM                     |
| Höstterminen 1990 | Patrik Svensson, ÖG               | Tony Gustavsson, KM                     |
| Vårterminen 1990  | Anders Gustavsson, KR             | Patrik Jönsson, BL                      |
| Höstterminen 1989 | Claes Nordengren, LD              | Göran Edwall, ML                        |
| Vårterminen 1989  | Fredrik Lilieblad, ÖG             | Claes Nordengren, LD                    |
| Höstterminen 1988 | Ingemar Ritseson, VG              | Mikael Palm Andersson, ML               |
| Vårterminen 1988  | Steen Jängemyr, BL                | Ingemar Ritseson, VG                    |
| Vårterminen 1975  | Kjell Lundqvist, ÖG               |                                         |
| Vårterminen 1958  | Sture Svantesson, KR              |                                         |